# سیارک ۲۶۳۸۹
سیارک ۲۶۳۸۹ (به انگلیسی: 26389 Poojarambhia، نامگذاری:1999TO151)۲۶۳۸۹مین سیارک کشف شده‌است که در ۰۷ اکتبر ۱۹۹۹ کشف شد.